# Wer wird Millionär? (Schweiz)
Wer wird Millionär? war die schweizerische Version der britischen Quizsendung Who Wants to Be a Millionaire?, die in den Jahren 2000 und 2001 auf TV3 ausgestrahlt wurde und im Jahr 2011 auf 3+ zu sehen war.

## Erstausstrahlung auf TV3 (2000–2001)

Logo der TV3-Ausgabe

Die jeweils einstündige Sendung wurde vom 27. März 2000 bis zur Einstellung des Sendebetriebs im Jahr 2001 zweimal wöchentlich vom Privatsender TV3 ausgestrahlt und von René Rindlisbacher, einem Schweizer Moderator und Kabarettisten, moderiert. In jeder Folge hatten zehn Kandidaten die Chance, durch das Beantworten von 15 Fragen eine Million Schweizer Franken zu gewinnen. Wie in der deutschen Version zu dieser Zeit standen dem Kandidaten auch in der Schweiz die bekannten drei Joker – 50:50-, Telefon- und Publikumsjoker – zur Verfügung.
Die Sendung hatte ein komplett neu erstelltes Intro, das weder dem deutschen noch dem englischen nachempfunden war. Bis zur 10. Ausgabe (2. Oktober 2000) zeigte sich das Logo in orangem Kreis, danach enthielt es, genau wie das englische Signet, grüne Fragezeichen. Die Grafikelemente waren anfangs in Schwarz mit weisser Schrift, ab Folge 22 (10. Januar 2001) in einem dunklen Blau mit weisser Schrift gehalten. Das Studiodesign orientierte sich an der britischen Version und hatte, im Gegensatz zur deutschen und österreichischen Sendung, keine Schiebetür, sondern einen blauen Hintergrund mit einem zentralen, leicht erhöhten Scheinwerfer, der während des Spiels frontal auf die Studiomitte gerichtet war. An der Studiodecke hing zudem eine Kreistraverse mit 12 Scheinwerfern, die das Studio bzw. den Glasboden bunt beleuchteten.

### Wer wird Millionär? - Paare
Während eines halben Jahres – von Folge 53 (30. April 2001) bis 84 (31. Oktober 2001) – verkürzte TV3 die Sendezeit der regulären Sendung auf eine halbe Stunde, nahm jedoch zusätzlich Paar-Sendungen ins Programm auf, bei denen jeweils zwei Spieler zusammen Fragen beantworteten. Bedingung war, dass es sich hierbei um den Ehe- oder Lebenspartner handeln musste. Ansonsten wies das Reglement keine Unterschiede zur normalen Sendung auf.

### Prominentenspecials
TV3 veranstaltete insgesamt drei Prominentenspecials. Während der Gewinnbaum sich beim ersten Prominentenspecial im Frühjahr 2001 noch an den regulären Beträgen orientierte, wies jener von Ende 2001 deutlich reduzierte Gewinnbeträge auf – wohl aufgrund der wirtschaftlich angespannten Situation des Senders.
| Sendedatum | Prominente                                                                      | Gewinn                                        |
| ---------- | ------------------------------------------------------------------------------- | --------------------------------------------- |
| 16.04.2001 | Beni Thurnheer Eva Wannenmacher Bernhard Russi Bettina Dieterle Viktor Giacobbo | Fr. 250'000 Fr. 32'000 Fr. 125'000 Fr. 32'000 |
| 02.12.2001 | Heinz Margot Vera Kaa Marco Rima                                                | Fr. 100'000 Fr. 30'000 Fr. 50'000             |
| 03.12.2001 | Cabaret-Duo FlügZüg Tonja Maria Zindel Roger Schawinski                         | Fr. 75'000 Fr. 100'000 Fr. 30'000             |

### Produktion
Alle TV3-Ausgaben wurden im Fernsehstudio 5a des tpc, einer Tochterfirma der SRG, in Zürich Seebach produziert. Regie führte Paul Fischer, produziert wurde die Sendung durch Hannes Bichsel / B&B Endemol Shine.

## Wiederaufnahme der Produktion durch 3+ (2011)
Ab 29. November 2011 wurde die Quizshow erneut in der Schweiz vom Privatsender 3+ in drei Sendungen ausgestrahlt. Als Moderator präsentierte Claudio Zuccolini die Show. Statt zehn Kandidaten traten in der Vorrunde nur noch fünf Kandidaten gegeneinander an. Als Joker standen der 50:50- und Telefonjoker sowie der neue „Rat der Weisen“-Joker zur Verfügung. Außerdem bestand die Wahl zwischen der normalen Variante und der Risikovariante, bei der die zweite Sicherheitsstufe eliminiert wurde, der Kandidat aber dafür eine Frage tauschen darf.
Die Neuauflage wurde im selben Studio wie die deutsche und die österreichische Ausgabe Millionenshow in Hürth bei Köln produziert. Das Intro und die Einblendungen entsprachen dem aktuellen internationalen Standard. Das neue Logo unterschied sich nur marginal von dem in Deutschland verwendeten.
Nach nur drei Sendungen wurde die Show aber bereits wieder abgesetzt, Grund dafür waren die zu hohen Kosten.

## Gewinnstufen
| Frage | Gewinn bei TV3 | Gewinn Promi-Specials 2001 TV3 | Gewinn bei 3+ |
| ----- | -------------- | ------------------------------ | ------------- |
| 1     | Fr. 100        | Fr. 100                        | Fr. 100       |
| 2     | Fr. 200        | Fr. 200                        | Fr. 200       |
| 3     | Fr. 300        | Fr. 400                        | Fr. 300       |
| 4     | Fr. 500        | Fr. 800                        | Fr. 500       |
| 5     | Fr. 1'000      | Fr. 1'500                      | Fr. 1'000     |
| 6     | Fr. 2'000      | Fr. 3'000                      | Fr. 2'000     |
| 7     | Fr. 4'000      | Fr. 5'000                      | Fr. 3'000     |
| 8     | Fr. 8'000      | Fr. 10'000                     | Fr. 5'000     |
| 9     | Fr. 16'000     | Fr. 20'000                     | Fr. 8'000     |
| 10    | Fr. 32'000     | Fr. 30'000                     | Fr. 15'000    |
| 11    | Fr. 64'000     | Fr. 50'000                     | Fr. 25'000    |
| 12    | Fr. 125'000    | Fr. 75'000                     | Fr. 50'000    |
| 13    | Fr. 250'000    | Fr. 100'000                    | Fr. 150'000   |
| 14    | Fr. 500'000    | Fr. 125'000                    | Fr. 300'000   |
| 15    | Fr. 1 Million  | Fr. 150'000                    | Fr. 1 Million |

## Höchster Gewinn
- Hans Frauchiger gewann in Folge 5 (31. März 2000) der TV3-Version 500'000 Franken.